# Christopher Mallaby

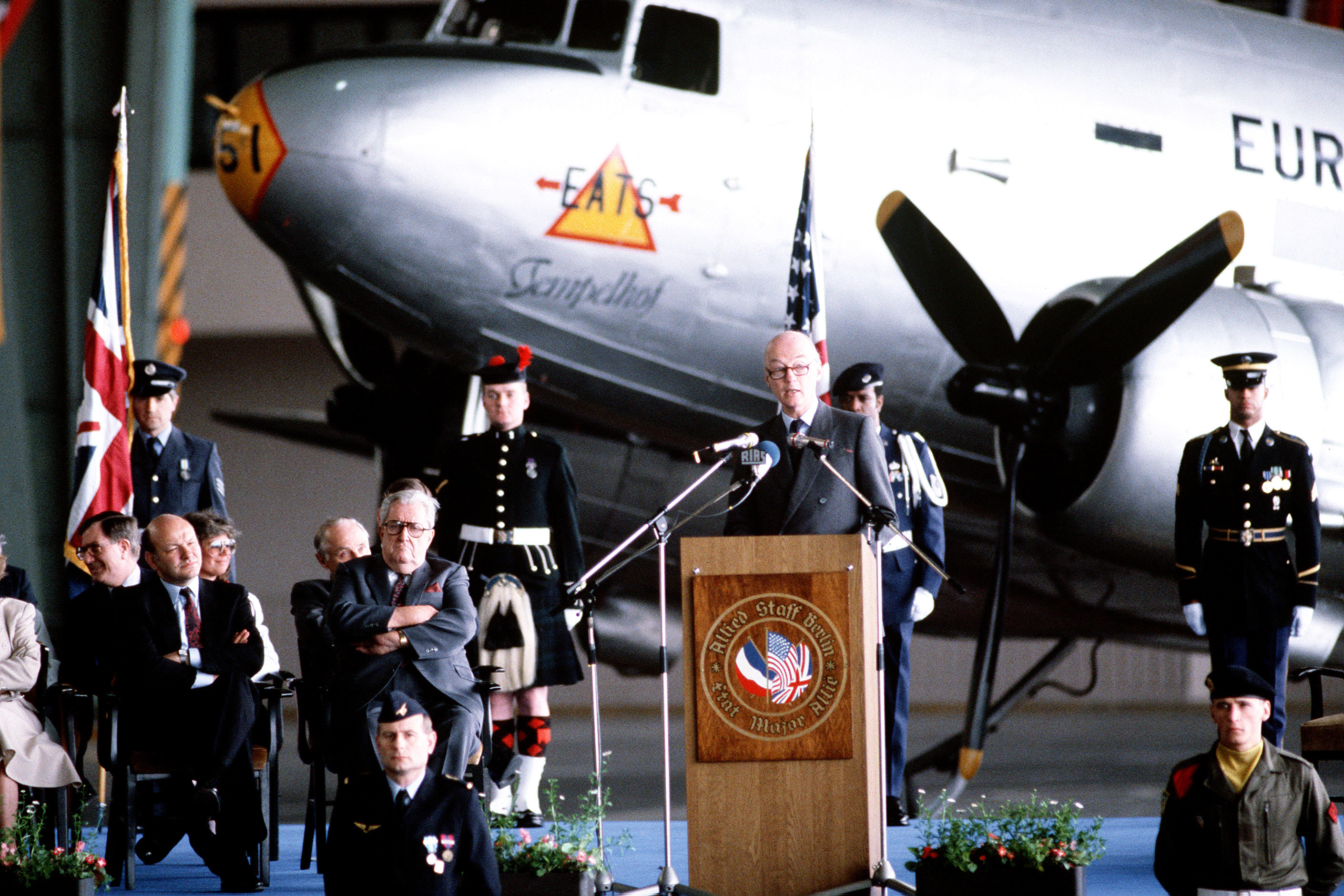
Christopher Mallaby, 1989

Sir Christopher Mallaby GCMG GCVO (* 7. Juli 1936; † 28. Februar 2022) war ein britischer Diplomat.

## Leben
Er besuchte das Eton College, das King’s College in Cambridge und die Harvard Business School. 1959 trat er in den diplomatischen Dienst des Vereinigten Königreichs, für den er bis 1996 tätig war. Von 1961 bis 1963 war er in der Sowjetunion an der britischen Botschaft in Moskau tätig. In der Zeit von 1969 bis 1971 arbeitete er im Außenministerium ebenfalls im Bereich der britisch-sowjetischen Beziehungen. Ab 1971 war er bis 1974 stellvertretender Direktor des British Trade Development Office in New York. 1974 ging er erneut an die Botschaft in Moskau, bis er von 1977 bis 1981 die Funktion als Leiter der Rüstungskontrollabteilung, sowie der Abteilung für Osteuropa und die Sowjetunion und des Planungsstabes des Außenministeriums wahrnahm. Von 1982 bis 1985 war er an der britischen Botschaft in der Bundesrepublik Deutschland in Bonn tätig. Zwischen 1985 und 1988 arbeitete er als stellvertretender Sekretär des Kabinetts von Margaret Thatcher. Im März 1988 wurde er britischer Botschafter in Deutschland. Dieses Amt übte er bis Dezember 1992 aus. Im Januar 1993 ging er bis zum Juli 1996 als britischer Botschafter in Frankreich nach Paris. 
Mallaby war dann 10 Jahre als Managing Director beim Investmentbanking der UBS tätig und beschäftigte sich dort insbesondere mit Fusionen und Übernahmen. Er war Direktor des Charter Pan European Investment Trust, Aufsichtsrat bei der Vodafone und hatte diverse Funktionen in gemeinnützigen Universitäten.
Mallaby lebte in London sowie in Südfrankreich. Er war verheiratet und Vater von vier Kindern. Neben Englisch sprach er auch Deutsch, Französisch und Russisch.